# Jamie Devitt
Jamie Martin Devitt (Dublin, Írország, 1990. július 6.) ír labdarúgó, a Chesterfield FC-ben játszik szélső középpályásként.

## Pályafutása

### Hull City AFC
Devitt a Hull City ifiakadémiáján kezdett futballozni. A 2007/08-as szezon után és Liam Coopert választották meg a csapat legjobb fiatal játékosainak. 2009. szeptember 15-én kölcsönvette a negyedosztályú Darlington. Négy nappal később, a Bournemouth ellen mutatkozott be. Október 17-én, egy Shrewsbury Town elleni találkozón megszerezte első gólját, ezzel 2-1-es sikerhez segítve csapatát.
Öt nappal később éppen a Shrewsbury vette kölcsön. Október 31-én, a Notts County ellen játszotta első meccsét a klubban és gólt is szerzett. 2010 januárjában visszatért a Hullhoz.

## Külső hivatkozások
- Jamie Devitt pályafutásának statisztikái a Soccerbase oldalon (angolul)

- Devitt adatlapja a Chesterfield FC honlapján

## Fordítás
- Ez a szócikk részben vagy egészben  a   Jamie Devitt című angol Wikipédia-szócikk fordításán alapul.  Az eredeti cikk szerkesztőit annak laptörténete sorolja fel. Ez a jelzés csupán a megfogalmazás eredetét és a szerzői jogokat jelzi, nem szolgál a cikkben szereplő információk forrásmegjelöléseként.